# 아큐웨더
아큐웨더(영어: Accuweather)는 전세계에 일기예보를 제공하는 미국 미디어 회사다.
아큐웨더는 1962년 당시 펜실베이니아 주립 대학교의 대학원생이었던 조엘 마이어스가 기상학 석사 학위를 취득하면서 설립되었다. 첫 번째 손님은 펜실베이니아주에 있는 천연가스 회사였다. 회사를 운영하는 동안 마이어스는 펜실베이니아 주립 대학교의 기상 학부의 일원으로도 일했다. 회사는 1971년에 '정확한 날씨'라는 뜻을 가진 '아큐웨더'라는 이름을 정했다.
아큐웨더는 퍼거슨 타운쉽에 본사를 두고,  펜실베이니아 주립 대학교, 7 월드 트레이드 센터, 위치토, 캔자스 및 오클라호마시티, 오클라호마주에 본사를 두었다. 아큐웨더는 몬트리올, 도쿄, 베이징, 서울 및 뭄바이에 사무실을 두고 있다.